# Chiaki Yokoe
Chiaki Yokoe (横江 千秋, Yokoe Chiaki) est une ancienne joueuse de volley-ball japonaise née le 26 juin 1989 à Himeji (Préfecture de Hyōgo). Elle mesure 1,62 m et jouait au poste de libero. Elle a mis un terme à sa carrière de volleyeuse professionnelle en mai 2015.

## Clubs
| Club          | De        | À         |
| ------------- | --------- | --------- |
| Sanyo Redthor | 2008-2009 | 2011-2012 |
| JT Marvelous  | 2012-2013 | 2014-2015 |

## Palmarès
- V.Challenge Ligue
  - Finaliste : 2009.
- Tournoi de Kurowashiki
  - Vainqueur : 2015.